# Schwaz (huyện)
Huyện Schwaz là một huyện hành chính (Bezirk) ở Tirol, Áo. Huyện này giáp Bayern (Đức) về phía bắc, các huyện của Kufstein, Kitzbühel và Pinzgau (Salzburg) về phía đông, Bolzano-Bozen (Ý) về phía nam, và the Innsbruck-Land về phía tây.
Huyện này có diện tích 1.843,20 km², với dân số 74.834 (15 tháng 5 năm 2001), và mật độ dân số 41 người trên mỗi km². Trung tâm hành chính huyện là Schwaz.
| Năm    | 1869  | 1880  | 1890  | 1900  | 1910  | 1923  | 1934  | 1939  | 1951  | 1961  | 1971  | 1981  | 1991  | 2001  |
| ------ | ----- | ----- | ----- | ----- | ----- | ----- | ----- | ----- | ----- | ----- | ----- | ----- | ----- | ----- |
| Dân số | 28251 | 27792 | 28200 | 29203 | 31297 | 32144 | 35662 | 37226 | 44033 | 48321 | 57611 | 62589 | 68692 | 74834 |

- Nguồn: Statistik Austria

## Phân chia hành chính
Huyện này được chia thành 39 đô thị:
- Achenkirch
- Aschau im Zillertal
- Brandberg
- Bruck am Ziller
- Buch bei Jenbach
- Eben am Achensee
- Finkenberg
- Fügen
- Fügenberg
- Gallzein
- Gerlos
- Gerlosberg
- Hainzenberg
- Hart im Zillertal
- Hippach
- Jenbach
- Kaltenbach
- Mayrhofen
- Pill
- Ramsau im Zillertal
- Ried im Zillertal
- Rohrberg
- Schlitters
- Schwaz
- Schwendau
- Stans
- Steinberg am Rofan
- Strass im Zillertal
- Stumm
- Stummerberg
- Terfens
- Tux
- Uderns
- Vomp
- Weer
- Weerberg
- Wiesing
- Zell am Ziller
- Zellberg

| edit      | Các thành phố và huyện (Bezirke) của bang Tirol | Các thành phố và huyện (Bezirke) của bang Tirol                                                   | Flag of Austria |
| Tyrol map | Tyrol map                                       | Innsbruck Imst \| Innsbruck-Land \| Kitzbühel \| Kufstein \| Landeck \| Lienz \| Reutte \| Schwaz |                 |